# Energieleitungsausbaugesetz
Das Energieleitungsausbaugesetz (EnLAG) ist ein deutsches Bundesgesetz, das seit 2009 den beschleunigten Ausbau von 22 (ursprünglich 24) 380-kV-Drehstrom-Höchstspannungs-Freileitungen im Übertragungsnetz regelt. Im Rahmen von sechs (ursprünglich vier) Pilotvorhaben ist der abschnittsweise Einsatz von Erdkabeln möglich.
Der EnLAG-Bedarfsplan, eine Liste konkreter Leitungsbauvorhaben, ist als Anlage Bestandteil dieses Gesetzes.
Eine mit dem EnLAG vergleichbare Funktion hat das 2013 verabschiedete Bundesbedarfsplangesetz, das weitere Leitungsbauvorhaben umfasst.

## Hintergrund und Ziele
Das Energieleitungsausbaugesetz wurde am 7. Mai 2009 vom Bundestag und am 12. Juni 2009 vom Bundesrat verabschiedet. Im Bundestag erfolgte der Beschluss mit den Stimmen der Fraktionen CDU/CSU, SPD und FDP bei Gegenstimmen der Fraktionen Bündnis 90/Die Grünen und Die Linke sowie bei einer Gegenstimme und einer Enthaltung aus der SPD.
Die Entwicklung und Verabschiedung des Gesetzes steht im Zusammenhang mit der Liberalisierung der Energiemärkte und mit der durch die Energiewende bedingten Notwendigkeit zum Netzumbau und -ausbau.
Mit dem Gesetz wurden diejenigen Höchstspannungsleitungen definiert, die von den vier deutschen Übertragungsnetzbetreibern (ÜNB) ab 2009 vordringlich auszubauen waren bzw. sind.
Gemäß § 1 des Gesetzes dienen die EnLAG-Leitungsbauvorhaben neben der Einbindung von Elektrizität aus erneuerbaren Energiequellen auch der Interoperabilität der Elektrizitätsnetze innerhalb der Europäischen Union (europäisches Verbundsystem), dem Anschluss neuer Kraftwerke oder der Vermeidung struktureller Engpässe im Übertragungsnetz.
Alle Vorhaben entsprechen per § 1 Abs. 2 EnLAG den Zielsetzungen von § 1 des Energiewirtschaftsgesetzes (EnWG), wodurch ihre energiewirtschaftliche Notwendigkeit und der vordringliche Bedarf feststehen. Ihre Realisierung ist zudem aus Gründen eines überragenden öffentlichen Interesses und im Interesse der öffentlichen Sicherheit erforderlich. Diese gesetzliche Verankerung der Planrechtfertigung (Feststellung des Bedarfs) ist für Planungsverfahren und Genehmigungen verbindlich. Um das Ziel der Verfahrensbeschleunigung zu erreichen, legt § 1 Abs. 3 EnLAG ferner einen kurzen Rechtsweg fest; bei Klagen entscheidet das Bundesverwaltungsgericht (4. Revisionssenat) in erster und letzter Instanz.

## Leitungsbauvorhaben des EnLAG-Bedarfsplans
Das Energieleitungsausbaugesetz in seiner 2019 geltenden Fassung umfasst 22 Vorhaben für Höchstspannungsleitungen mit einer Gesamtlänge von rund 1800 Kilometern, die in der Anlage des Gesetzes („EnLAG-Bedarfsplan“) aufgeführt sind.
Die Auswahl der Vorhaben geschah vor allem aufgrund der dena-Netzstudie I von 2005 und der Leitlinien für die transeuropäischen Energienetze (TEN-E) der Europäischen Union von 2006.
Aus der dena-Netzstudie I resultieren die EnLAG-Vorhaben-Nummern 1 bis 8 und 10; Vorhaben gemäß der TEN-E-Leitlinien sind die Nummern 1, 3, 4, 9 und 12.
Die beiden in der Erstfassung des Gesetzes enthaltenen Vorhaben Nr. 22 und 24 wurden im Anschluss an Netzentwicklungsplan-Strom-Überprüfungen zwischenzeitlich gestrichen; die fortlaufende Vorhabennummerierung blieb davon unberührt.
Nach § 2 EnLAG sind technisch und wirtschaftlich effiziente Erdkabel-Teilabschnitte unter bestimmten Voraussetzungen zulässig bei den sechs Vorhaben mit den Nummern 2 (im Abschnitt Ganderkesee–St. Hülfe), 4 (Abschnitt Altenfeld–Redwitz), 5, 6, 14 (Rheinquerung im Abschnitt Wesel–Utfort) und 16. Die für Errichtung, Betrieb und Änderung von Erdkabeln anfallenden Mehrkosten sind auf die vier Übertragungsnetzbetreiber umzulegen.
| Nr. 1 | Vorhaben 1 | Spannung  | Projektname     | Länge  | ÜNB            | (Geplante) Inbetriebnahme | Realisierte Abschnitte |
| ----- | --- | --------- | --------------- | ------ | -------------- | ------------------------- | --- |
| 1     | Neubau Höchstspannungsleitung Kassø (DK)–Hamburg Nord–Dollern Dänemark | AC 380 kV | Mittelachse     | 195 km | Tennet         | 2020                      | komplett |
| 2     | Neubau Höchstspannungsleitung Ganderkesee–Wehrendorf | AC 380 kV |                 | 94 km  | Amprion/TenneT | 2023                      | komplett |
| 3     | Neubau Höchstspannungsleitung Neuenhagen–Bertikow/Vierraden–Krajnik (PL) Polen | AC 380 kV |                 | 123 km | 50Hertz        | 2025                      | komplett |
| 4     | Neubau Höchstspannungsleitung Lauchstädt–Redwitz (als Teil der Verbindung Halle/Saale–Schweinfurt)                                                                                               | AC 380 kV |                 | 190 km | 50Hertz/TenneT | 2017                      | komplett |
| 5     | Neubau Höchstspannungsleitung Dörpen/West–Niederrhein | AC 380 kV |                 | 181 km | Amprion/TenneT | 2025                      | Dörpen/West–Meppen (im Bau seit 2018); Nordvelen–Borken Süd (Inbetriebnahme 2018); Borken Süd–Wesel (Testbetrieb 2016), 113 km fertiggestellt (Q3/23) |
| 6     | Neubau Höchstspannungsleitung Wahle–Mecklar | AC 380 kV |                 | 226 km | TenneT         | 2024                      | komplett |
| 7     | Zubeseilung Höchstspannungsleitung Bergkamen–Gersteinwerk | AC 380 kV |                 | 8 km   | Amprion        | 2009                      | komplett |
| 8     | Zubeseilung Höchstspannungsleitung Kriftel–Eschborn | AC 380 kV |                 | 10 km  | Amprion        | 2017                      | komplett |
| 9     | Neubau Höchstspannungsleitung Hamburg/Krümmel–Schwerin | AC 380 kV |                 | 65 km  | 50Hertz        | 2012                      | komplett |
| 10    | Umrüstung der Höchstspannungsleitung Redwitz–Grafenrheinfeld von 220 kV auf 380 kV (als Teil der Verbindung Halle/Saale–Schweinfurt)                                                             | AC 380 kV |                 | 95 km  | TenneT         | 2015                      | komplett |
| 11    | Neubau Höchstspannungsleitung Neuenhagen–Wustermark (als 1. Teil des Berliner Rings) | AC 380 kV | Nordring Berlin | 71 km  | 50Hertz        | 2024                      | komplett |
| 12    | Neubau Interkonnektor Eisenhüttenstadt–Baczyna (PL) Polen | AC 380 kV |                 | 8 km   | 50Hertz        | nicht vor 2030 2          | |
| 13    | Neubau Höchstspannungsleitung Niederrhein/Wesel–Landesgrenze NL (Richtung Doetinchem) Niederlande                                                                                                | AC 380 kV |                 | 30 km  | Amprion        | 2018                      | komplett |
| 14    | Neubau Höchstspannungsleitung Niederrhein–Utfort–Osterath | AC 380 kV |                 | 53 km  | Amprion        | 2030                      | St. Tönis–Fellerhöfe (im Bau seit 2019); Bestandsleitungsabschnitte: Hüls West–St. Tönis, Fellerhöfe–Osterrath, 7 km fertiggestellt (Q3/23) |
| 15    | Neubau Höchstspannungsleitung Osterath–Weißenthurm | AC 380 kV |                 | 134 km | Amprion        | 2025                      | Osterath–Rommerskirchen (im Bau seit 2018); Rommerskirchen–Sechtem (im Bau seit 2017); Sechtem–Weißenthurm (Inbetriebnahme 2013), 125 km fertiggestellt (Q4/23) |
| 16    | Neubau Höchstspannungsleitung Wehrendorf–Gütersloh | AC 380 kV |                 | 70 km  | Amprion        | 2028                      | 20 km fertiggestellt (Q3/23) |
| 17    | Neubau Höchstspannungsleitung Gütersloh–Bechterdissen | AC 380 kV |                 | 31 km  | Amprion        | 2018                      | komplett |
| 18    | Neubau Höchstspannungsleitung Lüstringen–Westerkappeln | AC 380 kV |                 | 20 km  | Amprion        | 2028                      | komplett (2017 fertiggestellt, ein Stromkreis noch im 220-kV-Betrieb) |
| 19    | Neubau Höchstspannungsleitung Kruckel–Dauersberg, | AC 380 kV |                 | 111 km | Amprion        | 2026                      | Kruckel–Garenfeld (im Bau seit 2019); Landesgrenze NRW/RP–Eiserfeld (im Bau seit 2017) Landesgrenze NRW/RP–Dauersberg (im Bau seit 2017), 27 km fertiggestellt (Q3/23). Die 380-kV-Leitung soll die 220-kV-Leitung ersetzen. Umspannwerk Junkernhees Juni 2024 gestoppt, neue Standortsuche erforderlich. |
| 20    | Neubau Höchstspannungsleitung Dauersberg–Hünfelden | AC 380 kV |                 | 60 km  | Amprion        | 2012                      | komplett |
| 21    | Neubau Höchstspannungsleitung Marxheim–Kelsterbach | AC 380 kV |                 | 7 km   | Amprion        | 2010                      | komplett |
| 22 3  | (aufgehoben) 3 Umrüstung der Hochspannungsleitung Weier–Villingen von Nennspannung 110 kV auf Nennspannung 380 kV                                                                                |           |                 | 70 km  | TransnetBW     | – 3                       | – 3 |
| 23    | Umrüstung der Höchstspannungsleitung Neckarwestheim–Mühlhausen von Nennspannung 220 kV auf Nennspannung 380 kV                                                                                   | AC 380 kV |                 | 25 km  | TransnetBW     | 2015                      | komplett |
| 24 4  | (aufgehoben) 4 Neubau Höchstspannungsleitung Bünzwangen–Lindach, Nennspannung 380 kV, sowie Umrüstung der Hochspannungsleitung Lindach–Goldshöfe von Nennspannung 110 kV auf Nennspannung 380 kV |           |                 | 60 km  | TransnetBW     | – 4                       | – 4 |

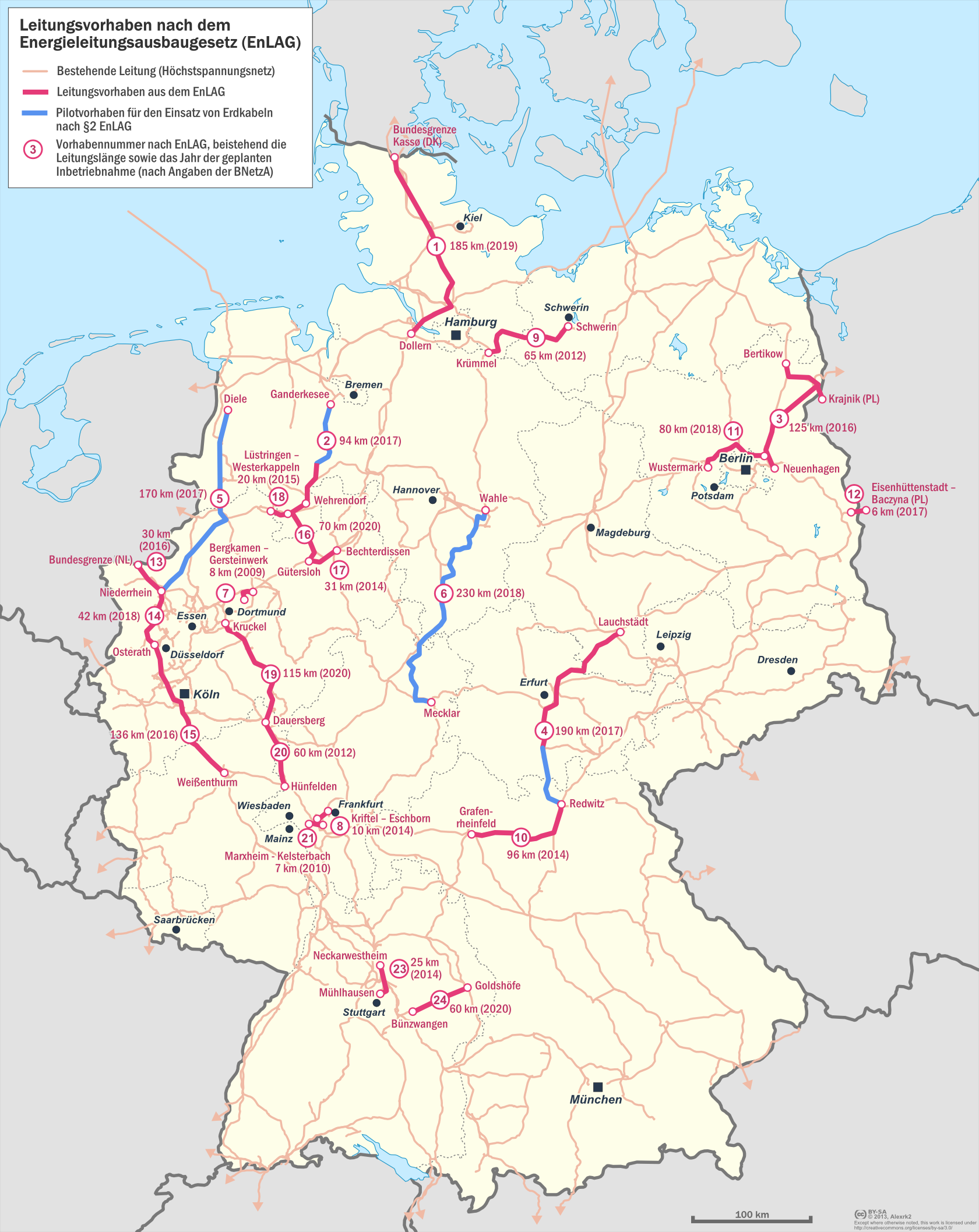
Karte der EnLAG-Vorhaben (Stand 2013)

Weitere Quelle: Monitoringbericht des Stromnetzausbaus Zweites Quartal 2024

## Berichte und Monitoring
Gemäß § 3 EnLAG prüft das Bundesministerium für Wirtschaft und Energie (BMWi) im Einvernehmen mit dem BMUB und dem BMVI den Bedarfsplan (Liste der EnLAG-Leitungsbauvorhaben) auf Anpassungsnotwendigkeiten und legt dem Bundestag regelmäßig einen Bericht darüber vor, in dem auch Erfahrungen mit dem Erdkabeleinsatz bei EnLAG-Vorhaben darzustellen sind. Anfangs galt für die Berichte ein dreijähriger Turnus (2012 und 2015). Seit 2015 ist in jedem geraden Kalenderjahr ein Bericht vorzulegen, was erstmals 2016 und danach im Herbst 2018 geschah.
Als Regulierungsbehörde überprüft außerdem die Bundesnetzagentur (BNetzA) gemäß § 35 EnWG regelmäßig die Planungs- und Baufortschritte und erstellt quartalsweise einen Monitoring-Bericht über den aktuellen Stand der EnLAG-Vorhaben.
Im Juli 2012 äußerte die Bundesnetzagentur Kritik an der Geschwindigkeit des Netzausbaus. Ein Großteil der 2009 geplanten Vorhaben sei im Rückstand. Von insgesamt 1.834 Kilometern Leitungen seien 214 Kilometer (knapp 12 %) realisiert. Von den 24 Projekten seien zwei in Betrieb, und zwei weitere sollten bis Jahresende 2012 hinzukommen. 15 der 24 Vorhaben hätten bereits einen voraussichtlichen Zeitverzug zwischen einem und fünf Jahren. Im Juli 2014 berichtete die Bundesregierung, dass seit 2009 ca. 400 km von den insgesamt 1.877 km geplanten Stromleitungen errichtet wurden. Nach dem zweiten Quartal 2018 waren 1.150 km genehmigt und davon rund 800 km realisiert.